# Johann Jakob Hofmann (Theologe)
Johann Jakob Hofmann (auch Jacob, auch Hoffmann; * 11. September 1635 in Basel; † 10. Mai 1706 ebenda) war ein Schweizer Theologe, Historiker und Lexikograf.

## Leben
Hofmanns Vater war der Gymnasiallehrer Johann Jakob Hofmann. Er studierte an der Universität Basel, war bereits mit 15 Jahren Magister und bestand 1655 dort das Examen der Theologie. Da er aus gesundheitlichen Gründen keine Pfarrstelle annehmen konnte, erteilte er Privatunterricht. 1667 erhielt er die Professur der griechischen Sprache an der Universität Basel, die er 1683 mit der Professur der Geschichte vertauschte. 1685 erwarb er bei der Bewerbung um eine theologische Lehrstelle, die ihm indessen nicht zuteilwurde, die Promotion zum Doktor der Theologie.

## Schriftstellerische Tätigkeit
Hoffmann veröffentlichte verschiedene philosophische, staatswissenschaftliche und theologische Abhandlungen sowie lateinische Gedichte. Seine grösste Leistung ist die Bearbeitung des Lexicon Universale, die ihn jahrzehntelang beschäftigte. Es ist das erste Schweizer Universallexikon und eines der letzten Gelehrtenlexika in lateinischer Sprache. Die Erstauflage, die 1677 in Basel in zwei Bänden erschien, ist eine Bearbeitung des Dictionarium historicum, geographicum, poeticum (Genf 1596) von Charles Estienne. 1683 liess er diesem Werk eine dreibändige Continuatio folgen, die er dann in eine Neuausgabe (4 Bände, Leiden 1698) aufnahm. Da ihn sein Baseler Verleger deswegen auf Schadenersatz verklagen wollte, weil die vorige Ausgabe noch nicht abgesetzt worden war, so verglich er sich mit ihm wegen einer neuen Bearbeitung, die aber nie erschien. Die allzu große Ausdehnung des Plans bewirkte die Aufnahme sehr vieler oberflächlicher und fehlerhafter Artikel, insbesondere über Geschichte. Von höherer Qualität waren die Artikel über alte Geographie, bei der die entsprechenden Namen aus mehreren Sprachen sorgfältig gesammelt sind.
An historischen Schriften verfasste Hofmann ein Handbuch der allgemeinen Geschichte (Epitome metrica historiae universalis civilis et sacrae, Basel 1686) sowie eine Papstgeschichte (Historia paparum seu episcoporum ecclesiae Romanae, 2 Bände, 1687–88). In den beiden letztgenannten Werken ist nach der Art der Bibliotheca poetica des deutschen Humanisten Johann Peter Lotichius der Inhalt jedes Kapitels in einem vorangestellten Tetrastichon kurz zusammengefasst. Eine von Hofmann entworfene historische Darstellung der römischen Kaiser kam erst nach seinem Tod heraus.

## Werke
- Assertiones … in academia patria graeca vacante cathedra / publicae censurae subiicit Ioh. Iacobus Hofmannus … d. Martii M DC LXV. respondentis munus subituro … Ioh. Rodolpho Burcardo. Basileae: Typis Iohan. Iacobi Deckeri, Academiae Typographi, 1665 (Disputatio phil. Basel, 1665)
- Joh. Conradus Hermannus (Respondent): Diatribe politica successionis eximia repraesentans. Basileae, Basel: Bertsche, 1670
- Lexicon Universale Historico-Geographico-Chronologico-Poetico-Philologicum: Continens Historiam Omnis Aevi, Geographiam omnium Locorum, Genealogiam principum Familiarum, addita ubique Chronologia tum veteri tum recentiore, Mythologiam insuper omnium Fabularum, Discussionem Philologicam illustrium circa haec occurrentium Difficultatum; Aliaque plurima scitu dignissima; Cum Indicibus variis, Rerum imprimis locupletissimo, memorabilia huius Lexici per Locorum Communium titulos Lectori illico spectanda exhibente. Genevae, Basileae: Widerhold, Bertschius, 1677 (2 Bde.)
  - … Continuatio…. Basileae, Basel: Widerhold, Bertsch & Genath, 1683 (3 Bde.)
  - … Editio absolutissima, praeter supplementa, & additiones, antea seorsum editas, nunc suis locis ac ordinis insertas …. Lugduni Batavorum: Hackius, Boutesteyn, Vander Aa, Luchtmans, 1698 (4 Bde., online)
- Meditatio theologica inauguralis passionum animae Christi. … quam moderatore … D. D. Petro Werenfelsio, … pro doctura theologica … proponit M. Joh. Jacobus Hofmannus. Basileae: Bertsch, 1685
- Epitome metrica historiae universalis civilis et sacrae: ab orbe condito usque ad annum praesentem 1686 cum enarratione hist.-chronolog. … in usum iuventutis. Basileae: König, 1686
- Historia paparum seu episcoporum ecclesiae Romanae: a primis eius incunabulis usque ad nostram aetatem brevi metro comprehensa; Cum enarratione historico-chronologica res sacro-profans totius orbis, pontificio caesareas inprimis, juxta seculorum annorumque seriem, succincte complexâ et ind. triplici. Basel: Koenig, 1687. – Coloniae Munatianae, 1688 (2 Bde.)